# Kematen an der Ybbs
Kematen an der Ybbs é um município da Áustria localizado no distrito de Amstetten, no estado de Baixa Áustria.